# موردور
در رشته‌افسانه‌های جان رونالد روئل تالکین، موردور سرزمین سائورون در جنوبی‌ترین نقطهٔ سرزمین میانه و در شرق گاندور بوده که در سال ۱۰۰۰ دوره دوم توسط سائورون بنیانگذاری شده و در سال ۳۰۱۹ دوره سوم همزمان با نابودی حلقه یگانه از هم‌پاشیده و به دست گاندوریان افتاد. این سرزمین در زیر ابر های سیاه و مه همیشگی قرار دارد و در مرکز آن برج مرتفع باراد-دور قرار دارد و چشم بی پلک (که نمادی از سائورون بود) در بالاترین نقطهٔ آن نظاره گر بر کل موردور است.